# اردشیر بابکان (استان ساسانی)
اردشیر بابکان، نام یکی از تقسیمات ۱۲ گانهٔ سرزمین سواد در عهد ساسانی و اوایل دوره اسلامی است. این استان به نام بنیانگذار سلسلهٔ ساسانی، اردشیر بابکان نامیده می‌شد، در جنوب بغداد و غرب دجله قرار داشته و نخستین «طسوج» و مرکز آن شهر بَهَرَسیر (وِه اردشیر) بود.

## تقسیم‌بندی
استان اردشیر بابکان در سرزمین باستانی بابل که بعدها عرب‌ها آن را سواد نامیدند، قرار داشت و دارای ۵ طسوج به نامهای بهرسیر، ورمَقان، کوثی، نهر دُرقیط، نهر جَوبَر (گوبر) بود.

## در گذر تاریخ
استان اردشیر بابکان پس از فتح شهرهای نهرجوبر و کوثی در ۱۶ ق/ ۶۳۷ م به تصرف مسلمانان درآمد. در ظاهر، این استان به سبب حمله ناگهانی مسلمانان مدت کوتاهی موجودیت واحد خود را از دست داد و بخشهای کوچکی از آن به عنوان یک واحد اداری مستقل چند به حیات خود ادامه دادند. هنگامی که علی بن ابی طالب در ۳۶ ق/ ۶۵۶ م، یزید بن ابی زید انصاری را از مداین برای اداره کردن و تنظیم امور مالیاتی سرزمین‌هایی که به وسیلهٔ فرات آبیاری می‌شد، فرستاد. نام طسوج‌هایی استان اردشیر بابکان، و برخی نواحی دیگر را یادآور شد.
در واقع پس از استقرار علی بن ابی طالب در کوفه (ذی حجه ۳۵ ق/ ۶۵۶ م) بود که استان بهرسیر یا همان طسوج‌های استان اردشیر بابکان با تشکیلات اداری خاص یک استان احیا گردید. بر اساس جدولی که دربارهٔ مالیات برخی از محصولات کشاورزی و میزان آنها در شهرهای استان اردشیر بابکان حاکی از رونق اقتصادی این ناحیه در دورهٔ اسلامی است.